# Laothoe subflava
Laothoe subflava är en fjärilsart som beskrevs av Gillmer 1902. Laothoe subflava ingår i släktet Laothoe och familjen svärmare. Inga underarter finns listade i Catalogue of Life.